# إذ
إذ تدل على الماضي، مبني على السكون، وحقه إضافته إلى جملة، وتكون اسما للزمن الماضي، وحينئذ تكون ظرفا غالبا (وقيل الظرف الغالب هو الناشئ من القرائن).
وإذا تكون للمفاجأة فتختص بالجمل الاسمية، ولا تحتاج لجواب، ولا تقع في الابتداء، ومعناها الحال كخرجت فإذا الأسد بالباب، {فإذا هي حية تسعى}. وإذا اسم يدل على زمان مستقبل ولم تستعمل إلا مضافة إلى جملة. وإذا أصله إذا الذي هو من ظروف الزمان فنون للفرق.

وفي لسان العرب تفسير إذ وإذا وإذن منونة، وفيه إذ الموصولة بالأوقات فإن العرب تصلها في الكتابة بها في أوقات معدودة في حينئذ ويومئذ وليلتئذ وغداتئذ وعشيتئذ وساعتئذ وعامئذ.
وقال في الأثر «فنظرت فإذا صهيب فأخبرته».

## المنطق
الشرط في الحوسبة والرياضيات هو ما يفيده حرف إذا. وبالتنوين يفيد الاستلزام في المنطق.

## البديع
المزاوجة عند أرباب البديع إيقاع المزاوجة بين معنيين في الشرط والجزاء أي يجعل معنيان واقعان في الشرط والجزاء مزدوجين في أن يرتب على كل منهما معنى رتب على الآخر كما في قول البحتري
إذا ما نهى الناهي فلج بي الهوى
أصاخت إلى الواشي فلج بها الهجر
فزاوج الشاعر المذكور بين نهي الناهي واصاختها إلى الواشي الواقعين في الشرط والجزاء في أن رتب عليهما اللجاج لشيء واللجاج اللزوم والإصاخة الاستماع الواشي النمام.